# Coniceromyia plaumanni
Coniceromyia plaumanni är en tvåvingeart som beskrevs av Borgmeier 1963. Coniceromyia plaumanni ingår i släktet Coniceromyia och familjen puckelflugor. Inga underarter finns listade i Catalogue of Life.